# Miguel Kayara
Miguel Kayara (ur. 11 sierpnia 1986) – nowokaledoński piłkarz występujący na pozycji pomocnika. W 2012 roku wziął udział w Pucharze Narodów Oceanii.